# Князєв Іван Сергійович
Іван Сергійович Князєв — солдат підрозділу Збройних Сил України, учасник російсько-української війни, який загинув у ході російського вторгнення в Україну.

## Життєпис
Народився 19 квітня 1997 року.
Під час російського вторгнення в Україну проходив військову службу на посаді номера обслуги гранатометного відділення взводу роти морської піхоти батальйону морської піхоти миколаївської 36-ї бригади морської піхоти.
Загинув 18 березня 2022 року в боях з російськими окупантами в ході відбиття російського вторгнення в Україну (місце — не уточнено).

## Нагороди
- орден «За мужність» III ступеня (2022, посмертно) — за особисту мужність і самовіддані дії, виявлені у захисті державного суверенітету та територіальної цілісності України, вірність військовій присязі.